# Динарелло, Чарльз
Чарльз Динарелло (англ. Charles Dinarello род. 22 апреля 1943) — американский профессор медицины, эксперт по воспалительным процессам.
Динарелло получил свой диплом доктора медицины в США в 1969 году, и с 1996 года, он профессор медицины в Колорадо, США. Он также профессор экспериментальной медицины в медицинском центре университета в Нидерландах. Динарелло считается одним из отцов-основателей процесса очистки и клонирования цитокинов (интерлейкина-1). Этот важный шаг определил утверждение роли цитокинов в развитии болезней, особенно в воспалительных процессах. Текущие исследования IL-1 у человека подтверждают вклад Динарелло и его коллег в отношении биологии цитокинов.

## Награды
- 1993: Премия Эрнста Юнга в области медицины[англ.]
- 2006: Награда Хамдана за медицинские исследования от лица шейха Хамдана Sheikh Hamdan bin Rashid Al Maktoum Award for Medical Sciences[англ.], Дубай, ОАЭ
- 2009: совместно с Тадамицу Кисимото и Тосио Хирано: Премия Крафорда за их работу по интерлейкинам, определению их свойств и исследование их роли в воспалениях.[4]
- 2009: Премия медицинского центра Олбани (совместно с Ральфом Штейманом и Брюсом Бётлером)[5]
- 2010: Премия Пауля Эрлиха и Людвига Дармштедтера[англ.]
- 2010: Приз Novartis в клинической иммунологии[англ.] вместе с Juerg Tschopp.
- 2011: Иностранный член Королевской Академии Наук и Искусств Нидерландов[6]
- 2020: Премия Тан